# Margrethe Hald
Margrethe Hald (* 10. Februar 1897 in Neder Vrigsted, Juelsminde Kommune; † 19. Mai 1982 in Kopenhagen) war eine dänische Textilarchäologin und wissenschaftliche Mitarbeiterin des Dänischen Nationalmuseums. Ihr interdisziplinärer Forschungsansatz war ein bedeutender Beitrag zur internationalen Textilforschung. 1950 war sie die erste Frau, die in Dänemark mit einem Dr. phil. im Fach Archäologie promoviert wurde.

## Familie
Margrethe Hald wuchs auf einem Hof in Neder Vrigste auf, zwischen Vejle und Horsens im Osten Jütlands. Ihre Eltern waren die Hofbesitzer Rasmus Ole Pedersen (1861–1900) und Johanne Marie Lauesen (1872–1947). Ihr jüngster Bruder Otto Hald übernahm den Hof nach dem Tod der Mutter, während ihr anderer Bruder Peder Hald ein bekannter Keramiker wurde. Margrethes Schwester Anna Hald heiratete Frede Terkelsen, den Direktor der Volkshochschule Danebod Højskole auf Alsen. Alle vier Geschwister besuchten die örtliche Schule; daneben lernte Margrethe Weben bei einem örtlichen Weber und besuchte Kurse an den Volkshochschulen Vrigsted Højskole und Askov Højskole.

## Karriere

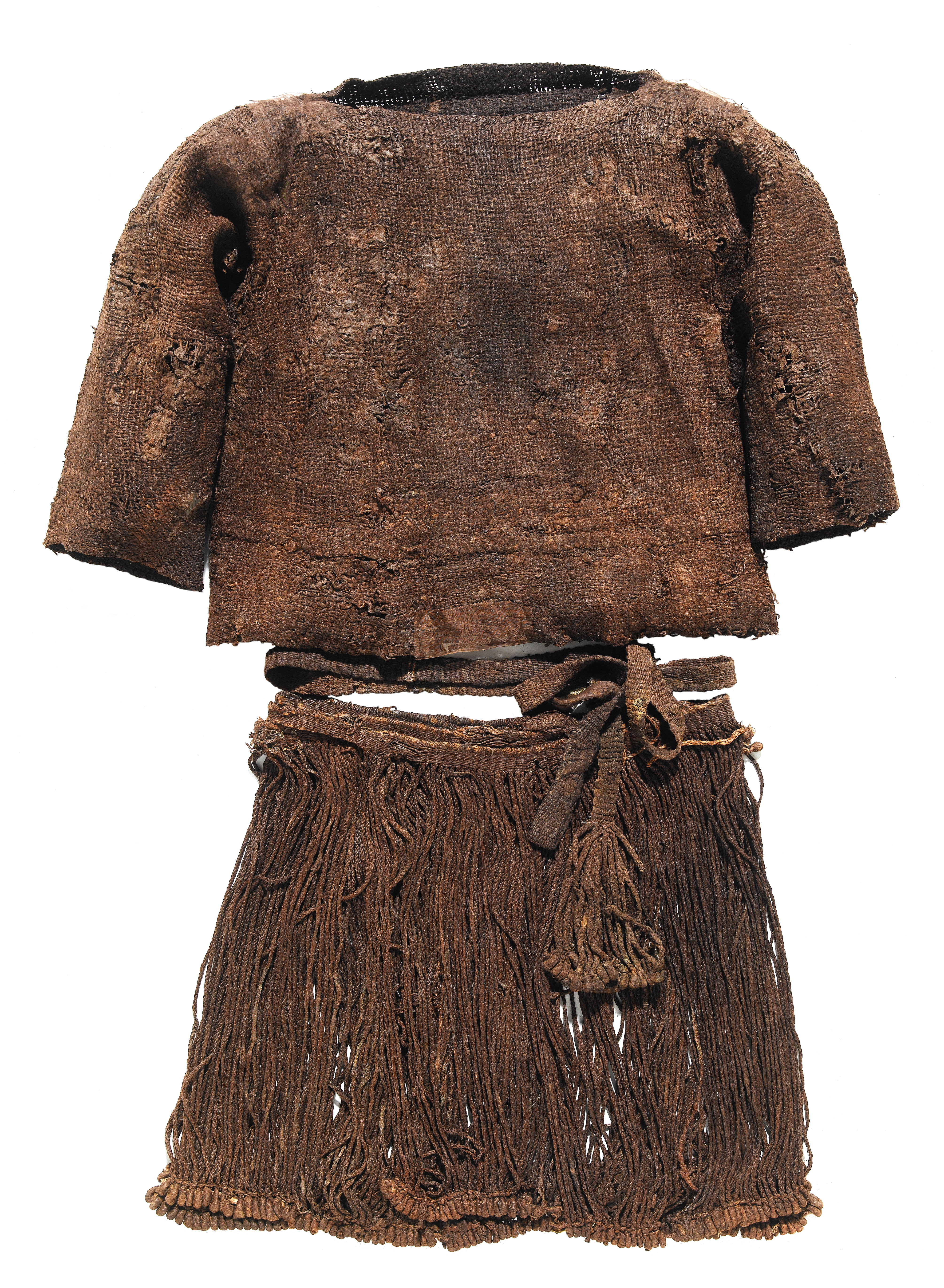
Kleidung des Mädchens von Egtved

Um 1930 zog Margrethe Hald nach Kopenhagen. Hier besuchte sie die Zeichen- und Kunstgewerbeschule für Frauen (Tegne- og Kunstindustriskolen for Kvinder). Ihre Ausbilderin war Elna Mygdal (1868–1940), die die traditionelle dänische Bauernnäherei erforschte. Mygdal schlug ihr vor, sich am Nationalmuseum auf Textilstudien zu konzentrieren. Hier wurde sie gebeten, eine Reproduktion der bei der Moorleiche Egtved-Mädchen gefundenen Textilien anzufertigen. Dies führte zu ihrer ersten Veröffentlichung Brikvævning I Danske Oldtidsfund (1930). Während ihrer Arbeit im Nationalmuseum lernte sie bei dem Archäologen Hans Christian Broholm (1893–1966). Gemeinsam gaben sie 1935 eine Schrift zu dänischen Trachten der Bronzezeit Danske Bronzealders Dragter heraus. H.C. Broholm und Margrethe Hald verband eine lebenslange Freundschaft; zusammen veröffentlichten sie zahlreiche Bücher und Artikel.
Nach mehreren Studienreisen durch Europa, die sie 1937 auch nach Berlin geführt hatten, erreichte Margrethe Hald 1939 im Nationalmuseum eine Festanstellung als Wissenschaftliche Assistentin. 1947 wurde sie zur Inspektorin befördert, und von 1960 bis 1967 war sie 1. Inspektorin. Während dieser Zeit reiste Margethe Hald unter anderem jeweils für fünf Monate nach Syrien, 1960 und 1961 in den Nahen Osten und 1965/66 nach Lateinamerika (1965–1966), wo sie Weberinnen besuchte und Webtechniken erforschte. Diese Reisen führten zu mehreren Artikeln und auch populärwissenschaftlichen Texten.
1950 legte sie der Universität Kopenhagen eine Dissertation vor. Zuvor musste sie eine Dispens beantragen, da sie über kein akademisches Studium verfügte. Die Dissertation wurde erfolgreich verteidigt, und sie erhielt als eine der ersten dänischen Forscherinnen einen Dr. phil. Die Dissertation Olddanske Tekstiler, die in Gräbern und bei Moorleichen gefunde Textilien untersuchte, wurde 1950 vom Gyldendal-Verlag veröffentlicht. 1980 erschien eine englische Übersetzung unter dem Titel Ancient Danish Textiles from Bogs and Burials.
Margrethes umfassende Kenntnisse des Webens und der Webtechniken führten dazu, dass sie Teil einer nordischen Zusammenarbeit war, zu der unter anderem Agnes Geijer aus Schweden und Marta Hoffmann aus Norwegen gehörten. Aufgrund ihres Fachwissens wurde sie gebeten, die Verantwort für den dänischen Teil der Nordisk Textilteknisk Terminologi (1967) zu übernehmen.

## Ehrungen
Margrethe Hald erhielt zahlreiche Förderungen und Auszeichnungen, darunter 1973 der von Villum Kann Rasmussen gegründeten Velux-Stiftung (Veluxfonden). Schon 1951 hatte sie das Tagea Brandts Rejselegat erhalten. 1964 wurde sie mit dem Ritterkreuz des Dannebrogordens ausgezeichnet.

## Nachleben
Margrethe Halds Leben und Werk sind seit 2020 Gegenstand eines Forschungsprojekts am Center for Textile Research der Universität Kopenhagen 2020. Die Ergebnisse werden im Open access auf der Website des Forschungscenters publiziert. Dazu gehört auch eine Bibliographie der Schriften von Margrethe Hald.